# Каски (когномен)
Ка́ски (лат. Cascae) — ветвь римского плебейского рода Сервилиев, представители которой упоминаются в источниках лишь с конца III века до н. э.

## Сервилии Каски
- Гай Сервилий Каска — плебейский трибун в 212 году до н. э[1]. Упоминается в источниках как родственник некоего Марка Постумия Пиргена, прославившегося своей алчностью во времена 2-й Пунической войны и которого Ливий назвал «собирателем налогов»[2];
- Публий Сервилий Каска Лонг — народный трибун 43 года до н. э., один из убийц Гая Юлия Цезаря;
- Гай Сервилий Каска — один из убийц Юлия Цезаря, брат предыдущего.